# Kazalište u Toriku
Kazalište u Toriku (grč. Αρχαίο Θέατρο Θορικού), smješteno sjeverno od Lavrija, bilo je drevno grčko kazalište u području Torika u Atici. Izgrađeno je oko 525. – 480. pr Kr. i jedno je od najstarijih poznatih grčkih kazališta. Dizajn je kazališta neobičan jer je izdužen za razliku od uobičajenog polukruga.